# Amberg (Wisconsin)
Amberg es un lugar designado por el censo ubicado en el condado de Marinette en el estado estadounidense de Wisconsin. En el Censo de 2010 tenía una población de 180 habitantes y una densidad poblacional de 42,87 personas por km².

## Geografía
Amberg se encuentra ubicado en las coordenadas 45°30′22″N 87°59′15″O / 45.50611, -87.98750. Según la Oficina del Censo de los Estados Unidos, Amberg tiene una superficie total de 4.2 km², de la cual 4.18 km² corresponden a tierra firme y (0.49%) 0.02 km² es agua.

## Demografía
Según el censo de 2010, había 180 personas residiendo en Amberg. La densidad de población era de 42,87 hab./km². De los 180 habitantes, Amberg estaba compuesto por el 94.44% blancos, el 0% eran afroamericanos, el 1.67% eran amerindios, el 0% eran asiáticos, el 0% eran isleños del Pacífico, el 3.33% eran de otras razas y el 0.56% pertenecían a dos o más razas. Del total de la población el 5% eran hispanos o latinos de cualquier raza.